# Bernhard Langer (médico)
Bernhard Langer (1901 - 1979) fue un médico y prisionero del campo de concentración de Sachsenhausen.
Langer estudió medicina en la Universidad de Breslavia. En los años 1932 a 1936 fue miembro del personal médico de las SA. En 1935 se casó y se convirtió en padre de tres hijos. En 1936 fue condenado por primera vez por su homosexualidad y llegó en 1943 al campo de concentración de Sachsenhausen. Después de su entrada, Langer, prisionero médico en el campo exterior Heinkel-Werke Oranienburg.
Después de la liberación del campo de concentración, Langer trabajó como médico de familia en Miersdorf, un distrito de Zeuthen. 
Solo después de la muerte de su esposa en 1990, la hija de Langer encontró el testimonio de su vida y lo entregó al Memorial de Sachsenhausen. En una exposición en el sitio conmemorativo del 12 de octubre de 2006 al 30 de septiembre de 2007 se informó sobre el destino de Bernhard Langer. 